# Marcin Waleszyński
Marcin Jan Waleszyński (ur. 1669, zm. 1739) – polski naukowiec, profesor filozofii rektor Akademii Krakowskiej.

## Życiorys
Stopień bakałarza uzyskał w  1693 od 30 czerwca 1699 do 11 grudnia 1701 pracował w Akademii Lubrańskiego w Poznaniu. Od 1701 członek Kolegium Mniejszego. W 1712 członek Kolegium Większego, w 1713 został bakałarzem teologii, a w 1720 dr teologii, wielokrotny dziekan Wydziału Teologicznego, prokanclerz uczelni. Rektorem krakowskiej uczelni został po raz pierwszy w roku 1721 zastępując na stanowisku Bazylego Płaszczewskiego, urząd sprawował do 1721. Ponownie był jeszcze rektorem w latach 1729–1731 oraz 1732–1734. Kanonik kościoła św. Floriana, kustosz kościoła św. Michała, w 1729 kanonik krakowski. Jako prokurator kanonizacji świętego Jana Kantego wyjeżdżał do Włoch gdzie łącznie spędził prawie 10 lat. Nabył i przekazał uniwersytetowi drukarnię Franciszka Cezarego w 1734 oraz zapisał Akademii swój bogaty księgozbiór.